# NGC 1354
NGC 1354 este o galaxie lenticulară situată în constelația Eridanul. A fost descoperită în 30 decembrie 1785 de către William Herschel. Se află la o distanță de 24,18 de megaparseci de Pământ.